# Sala (đô thị)
Đô thị Sala (tiếng Thụy Điển: Sala kommun) là một đô thị ở hạt Västmanland của Thụy Điển. Thủ phủ là thị xã Sala. Dân số thời điểm 31 tháng 12 năm 2000 là 21548 người.